# ファイアボール (アルバム)
ファイアボール（Fireball）は、イングランドのロックバンドのディープ・パープルが1971年に発表したアルバム。

## 解説
ディープ・パープルは、1970年に発表した前作『ディープ・パープル・イン・ロック』がヨーロッパで好調なセールスを記録している同年9月に、ロンドンにあるデ・レイン・リー・スタジオで新作アルバムの製作を開始した。しかし、前作のヒットによってツアー活動が慌しくなり、メンバーはその合間を縫って行なわれるスタジオでの作業に集中できなかった。
製作はデ・レイン・リー・スタジオ及びオリンピック・スタジオで、1971年5月まで行われた。ドラマーのイアン・ペイスはスタジオの音質が気に入らず、録音の過程でドラム・セットを廊下に運び出してドラム・パートだけ録り直した。また、彼はタイトル曲を珍しく2バスドラムのセットで演奏した。この曲の冒頭の効果音には、エア・コンディショナーのコンプレッサーを作動させた時の音が利用された。
1971年2月12日、「ストレンジ・ウーマン」が先行シングルとして発表され、イギリスでは最高位8位を記録した。本作は同年7月にアメリカとカナダ、9月にイギリスとヨーロッパで発表された。イギリス盤の3曲目には「ストレンジ・ウーマン」に代わって「デイモンズ・アイ」が収録された。

## 評価
前作がヒットしたイギリスでは本作の売れ行きも好調で、彼等のアルバムで初めて1位に輝いた。アメリカでもビルボード・チャートで最高32位に食い込んだ。また、メンバーが火の玉（ファイアボール）となって宇宙の彼方へ飛び出す様子を描いたユニークなジャケットは、『ニュー・ミュージカル・エクスプレス』紙の「ベスト・デザイン・ナンバー・ワン・アルバム賞」を獲得した。
一方、本作に対するメンバー達の評価は様々で、高いとは言い難い。リッチー・ブラックモアは「主張の無いアルバムだ」「ツアーが忙しくゆっくりと構想を練る時間が取れなかった」、ロジャー・グローヴァーは「『イン・ロック』の成功のプレッシャーがかかって、考え過ぎた」「火の玉（ファイアボール）というより線香花火のようなものだった」と、概して辛辣な意見である。ジョン・ロードは「どの曲も実験的だった」と述べている。イアン・ギランは本作を気に入って、収録曲の幾つかを再結成後に幾度となくコンサートのセットリストに加えている。

## 収録曲
1. ファイアボール - "Fireball" - 3:22
2. ノー・ノー・ノー - "No No No" - 6:52
3. ストレンジ・ウーマン - "Strange Kind of Woman" - 4:07
4. 誰かの娘 - "Anyone's Daughter" - 4:40
5. らば - "The Mule" - 5:19
6. 愚か者たち - "Fools" - 8:16
7. 誰も来ない - "No One Came" - 6:24

## メンバー
- リッチー・ブラックモア - ギター
- イアン・ギラン - ボーカル
- ロジャー・グローヴァー - ベース
- ジョン・ロード - キーボード
- イアン・ペイス - ドラムス